# Фраине
Фраи́не (итал. Fraine) — коммуна в Италии, располагается в регионе Абруццо, в провинции Кьети.
Население составляет 463 человека (2008 г.), плотность населения составляет 29 чел./км². Занимает площадь 16 км². Почтовый индекс — 66050. Телефонный код — 0873.
В коммуне 30, 31 мая и 1 июня  особо почитается Пресвятая Богородица, Матерь Божия (Santa Maria Mater Domini).

## Демография
Динамика населения:

## Администрация коммуны
- Официальный сайт: